# ソロモン諸島国王
ソロモン諸島国王（ソロモンしょとうこくおう、英語: Monarchy of the Solomon Islands）は、ソロモン諸島の君主の称号（君主号）である。ソロモン諸島の国家元首であり、イギリス国王が兼位する。1978年に英連邦王国の一国として独立したのに伴い、王位が設けられた。

## 概要
象徴的な存在であり、実権はほとんど持たない。通常はソロモン諸島総督(Governor-General)がその職務を代行する。
チャールズ3世のソロモン諸島国王としての正式な称号は、
Charles the Third, by the Grace of God, King of Solomon Islands and His other Realms and Territories, Head of the Commonwealth
神の恩寵による、ソロモン諸島ならびにその他の諸王国および諸領土の王、コモンウェルス首長、チャールズ3世
である。

## 国王の一覧
| 代  | 国王（女王）               | 国王（女王） | 出身家       | 在任期間                     | 在任期間    | 備考 |
| --- | -------------------------- | ------------ | ------------ | ---------------------------- | ----------- | ---- |
| 001 | エリザベス2世 Elizabeth II |              | ウィンザー家 | 1973年7月10日 - 2022年9月8日 | 49年 + 60日 |      |
| 002 | チャールズ3世 Charles III  |              | ウィンザー家 | 2022年9月8日 - （在位）      | 2年 + 185日 |      |